# Saint-Martin-de-Fugères
Saint-Martin-de-Fugères – miejscowość i gmina we Francji, w regionie Owernia-Rodan-Alpy, w departamencie Górna Loara.
Według danych na rok 1990 gminę zamieszkiwało 266 osób, a gęstość zaludnienia wynosiła 13 osób/km² (wśród 1310 gmin Owernii Saint-Martin-de-Fugères plasuje się na 587. miejscu pod względem liczby ludności, natomiast pod względem powierzchni na miejscu 439.).